# Clearstream
Clearstream Banking S.A. (CB), facente parte del gruppo Cedel - Deutsche Börse Group, è una delle principali società di compensazione insieme ad Euroclear. Ha sede in Lussemburgo.

## Storia
È stata creata nel 2000 dalla fusione di Cedel e Deutsche Börse Clearing, società facente parte del Deutsche Börse Group, che possiede la Frankfurt Stock Exchange. La fusione è stata completata nel 2002. La cooperativa bancaria ha 1700 dipendenti in sette paesi, tra cui gli USA, l'Inghilterra e la Germania. Clearstream, nel 2000, trattava 50 trilioni di euro all'anno, una cifra paragonabile a quanto trattato annualmente da Euroclear e 450 volte maggiore del bilancio statale del Belgio. Nelle sue casse, nel 2000, aveva depositi per 9.000 miliardi di euro.
La società offre servizi di custodia e compensazione (clearing) a circa 2500 clienti internazionali, usando entrambe le sedi in Lussemburgo e Germania, che consentono la detenzione e il trasferimento di titoli. Clearstream gestisce il suo International Central Securities Depository (ICSD) dal Lussemburgo. È anche un partner congiunto nel Luxembourgish Central Securities Depository (CSD), LuxCSD, insieme alla Banca centrale del Lussemburgo. In Germania, Clearstream gestisce il CSD tedesco, Clearstream Banking AG. La società ha collegamenti con oltre 50 mercati nazionali in tutto il mondo, oltre a emissioni e custodie di Eurobonds. Il numero delle transazioni giornaliere, secondo una statistica interna, supera le 250.000.
Possono avere un conto di compensazione banche ed intermediari finanziari abilitati; un accesso è tuttavia consentito anche a società corporate di gruppi multinazionali, ma a discrezione di Clearstream. Clearstream e Euroclear detengono il monopolio quasi completo degli scambi di obbligazioni a livello internazionale. I principali azionisti delle due società hanno fondato nel 1973 la Swift, società per lo scambio di denaro nelle differenti divise nazionali. I principali azionisti delle tre società sono banche e società finanziarie private. A partire dagli anni ottanta, il regolamento di Clearstream ammette l'apertura di conti correnti riservati, non pubblicati nelle liste che regolarmente sono distribuite agli aderenti al sistema.